# Matagalpa
Matagalpa é uma cidade e município da Nicarágua, situada no departamento de Matagalpa. Tem 619 km² de área e sua população em 2020 foi estimada em 159.543 habitantes.